# 1700
1700 م

## أحداث
- تأسيس مدينة راجشاهي وتقع حاليا في بنغلاديش.
- حصار تونينغ في الفترة ما بين 1 مارس وأغسطس.
- بداية حرب الشمال العظمى في 22 فبراير 1700 والتي انتهت في 10 سبتمبر 1721.
- نهاية الفتح الروسي لسيبيريا في 1700 والتي بدأت في 1 يوليو 1580.
- الحرب الشمالية العظمى بين الإمبراطوريتين الروسية والسويدية.
- الحاج مصطفى أحد حكام الجزائر أثناء الفترة العثمانية يستلم الحكم، توفي في عام 1705.
- الأمير العلوي محمد العالم يتمرد على والده السلطان المولى إسماعيل.

## مواليد
- باجي راو الأول
- دانييل برنولي فيزيائي ورياضياتي سويسري هولندي
- سليمان الجمزوري قارئ مصري
- فرنسيسكو روميرو
- فرنسيسكو مينينديث
- نيكولاوس زايزندورف

## وفيات
- - حسن شاوش المسمى قارا بارلي أحد حكام الجزائر أثناء الفترة العثمانية، استلم الحكم عام 1698
- - جون درايدن الشاعر الإنجليزي